# Wysoczyzna Wołkowyska
Wysoczyzna Wołkowyska (biał. Ваўкавыскае ўзвышша; 843.27) – mezoregion fizycznogeograficzny w zachodniej Białorusi, będący częścią południowo-zachodniego odgałęzienia Grzędy Białoruskiej.
Leży na terenie obwodu grodzieńskiego, w rejonie brzostowickim oraz częściowo w brzostowickim, zelwieńskim i świsłockim. Na północy graniczy z Niziną Środkowoniemeńską, na wschodzie i zachodzie – z wysoczyznami: Słonimską i Wzgórzami Sokólskimi, na południu – z równiną na wododziale rzek Narew i Jasiołda. Rozciągłość z zachodu na wschód 70 km, z północy na południe - 65 km. Powierzchnia 3 200 km².
Zbudowana z osadów polodowcowych czterech zlodowaceń, uformowała się podczas mińskiego stadiału sożowskiego zlodowacenia. Najwyższy punkt leży na wysokości 242 m n.p.m. Przeważa pagórkowate ukształtowanie terenu. Powierzchnia wysoczyzny poprzecinana jest dolinami rzecznymi, występują doły i zapadliska. Względne przewyższenia 8-10 m, rzadziej 20–25 m. Powszechnie występują głazy. Zasoby naturalne: glina, pospółka, kreda.
Przez wysoczyznę płyną rzeki dorzecza Niemna - dopływy Świsłoczy, Roś z dopływami, Zelwianka. Tereny rolnicze stanowią 50%, lasy 15% powierzchni. Przeważają lasy sosnowe z domieszką jodły, dębu, grabu, lasy jodłowo-grabowe i jesionowo-pokrzywowe, dąbrowy. W dolinach rzek występują łąki silnie zarośnięte wierzbą laurową.

## Literatura
- Ваўкавыскае ўзвышша // Геаграфія Беларусі: энцыклапедычны даведнік/ рэд. кал. Л.В. Казлоўская [і інш.]. — Мн., 1992. — С.52. (biał.)
- Волковысская возвышенность // Туристская энциклопедия Беларуси / редкол. Г.П. Пашков [и др.] ; под общ. ред. И.И. Пирожника. — Мн., 2007. — 648 с. ISBN 978-985-11-0384-9 (ros.)